# コンスタンティン・ムラヴィエフ
コンスタンティン・ヴラドフ・ムラヴィエフ（Константин Владов Муравиев、1893年2月21日 - 1965年1月31日）は、ブルガリアの政治家。第二次世界大戦末期（1944年9月2日 - 9月9日）、首相を務めた。

## 経歴
パザルジク出身。ツァレグラド中学校とソフィアの軍事学校で教育を受ける。1918年、アレクサンドル・スタンボリスキーのブルガリア農業人民連盟に加盟。1923年、国会議員に選出。1923年3月12日からスタンボリスキー内閣で国防相を務める。1923年6月9日のクーデター時、他の閣僚と共に逮捕された。1924年、釈放。1926年、ブルガリア農業人民連盟解散後、親政府派閥「ヴラブチャ1世」を率いる。1931年～1932年、文部相、1932年～1934年、農業・国有財産相。
1944年9月2日、イヴァン・イヴァノフ・バグリアノフに代わって政府議長に就任すると同時に、外務・信仰省の指導を引き受けた。ソ連軍による占領を許さないため、米英の支援を取り付けようと試みた。9月5日～6日、ムラヴィエフ政権はドイツとの外交関係を断絶した。9月8日、ブルガリアがドイツに対し宣戦布告すると同時に、ソ連軍が国内に侵入した。9月9日、人民戦線政府が権力を掌握し、ムラヴィエフは他の閣僚と共に逮捕された。
1945年1月1日、ブルガリア人民裁判所により終身刑を言い渡された。1955年釈放。1965年1月31日に死去した。
| 公職                        | 公職                                       | 公職                      |
| --------------------------- | ------------------------------------------ | ------------------------- |
| 先代 イヴァン・バグリャノフ | ブルガリア王国 閣僚評議会議長 第42代：1944 | 次代 キモン・ゲオルギエフ |